# Michele Monomaco
Michele Senachereim Monomaco (in greco Μιχαὴλ Σεναχηρείμ Μονομάχος?; 1315 circa – fra il 1343 ed il 1346) era un funzionario bizantino di alto rango, che ha servito come governatore di Tessalonica e della Tessaglia. Raggiunse l'alto grado di mega konostaulos.

## Biografia
Michele e suo fratello, Giorgio Atuemes Monomaco, erano discendenti della famiglia Monomaco, una stirpe aristocratica che risaliva al X secolo. Non si conosce la loro esatta relazione con altri membri della famiglia all'inizio del XIV secolo e sono tra gli ultimi membri della famiglia attestati in epoca bizantina.
Michele viene menzionato per la prima volta nel 1315, quando ricopre la carica di governatore (kephale) di Tessalonica. Continua a ricoprire la stessa carica nel 1321, quando viene registrato come tatas tēs aulēs, e nel 1327, quando è nominato eparca. Nella guerra civile del 1321-1328, parteggia per Andronico II Paleologo contro suo nipote, Andronico III.
Monomaco rimase a Tessalonica fino al 1332/1333. In quell'anno morì Stefano Gabrielopulo, sovrano semi-indipendente della Tessaglia occidentale e di parte della Macedonia sud-occidentale. Gabrielopulo era stato un vassallo bizantino, ma il vicino sovrano dell'Epiro, Giovanni II Orsini, si mosse rapidamente per impadronirsi dei suoi territori. In risposta, Andronico III ordinò a Monomaco a Tessalonica di intervenire, prima di venire lui stesso in Tessaglia alla testa di un esercito. I Bizantini ripresero presto il controllo della maggior parte della regione, anche se lo storico Božidar Ferjančić dubita dell'affermazione di Cantacuzeno nella usa storia secondo cui le forze epirote furono completamente espulse e tutta la Tessaglia riconquistata in quel momento, sottolineando la mancanza di documenti imperiali nella Tessaglia occidentale prima del 1336, e insiste sul fatto che le forze imperiali catturarono solo le porzioni orientali della regione nel 1332/1333. Andronico III, dopo aver trascorso l'inverno nella zona, lasciò Monomaco come governatore della nuova provincia, con il titolo di protosebastos. Al più tardi al momento della morte di Giovanni II Orsini, nel 1335, Monomaco e Andronico III furono in grado di estendere il controllo bizantino anche sulla Tessaglia occidentale, e persino di avanzare nell'Epiro vero e proprio e catturare Giannina.
Nel 1338, Andronico III completò l'invasione del despotato conquistando la sua capitale, Arta, e annettendo l'Epiro all'Impero. Questa mossa fu osteggiata dalla popolazione locale, che l'anno successivo si ribellò al dominio paleologo. Gli Epiroti si riunirono attorno al loro giovane sovrano, Niceforo II Orsini, che sfuggì alla prigionia bizantina e tornò in Epiro con le truppe angioine del Regno di Napoli. I ribelli catturarono Arta e fecero prigioniero il governatore bizantino, Teodoro Sinadeno. Di conseguenza, alla fine del 1339 o all'inizio del 1340, un esercito bizantino guidato da Monomaco e Giovanni Angelo avanzò contro i ribelli, seguito presto dall'imperatore stesso. Entro la fine dell'anno, le varie roccaforti in mano ai ribelli capitolarono. Niceforo fu insignito del titolo di panhypersebastos e inviato a Tessalonica, dove vivevano già la madre e la sorella, mentre l'Epiro tornò sotto il controllo bizantino con Giovanni Angelo come governatore.
Con lo scoppio della nuova guerra civile tra Giovanni Cantacuzeno e la reggenza di Giovanni V Paleologo nel 1341, Monomaco cercò inizialmente di rimanere neutrale, inducendo i reggenti a confiscare i suoi possedimenti nel villaggio di Chantax, vicino al fiume Strymon. Nel 1342 lasciò o fu cacciato dalla Tessaglia dalla fazione pro-Cantacuzeno e si recò a Serres, dove si unì alle forze anti-Cantacuzeno che governavano la città. Fu nominato mega konostaulos all'incirca in quel periodo e morì tra il 1343 e il 1346.